# 吕西尼昂
吕西尼昂（法語：Lusignan，法語發音：[lyziɲɑ̃]），法国西部城市，新阿基坦大区维埃纳省的一个市镇，隶属于普瓦捷区，其市镇面积为37.82平方公里，2022年1月1日时人口数量为2,556人，在法国城市中排名第4,268位。
吕西尼昂位于维埃纳省西南部，沃讷河畔，是一个区域性的中心城市，圣伯努瓦—拉罗谢尔铁路和多条公路在此交汇。吕西尼昂因发源于此的同名家族而闻名。

## 地名来源
根据吕西尼昂市政府官方网站的论述，“Lusignan”一名最初于929年以“Vicarea Liciancensis”的形式被记载，该名称出自一名叫做“Licinius”的领主。

## 历史

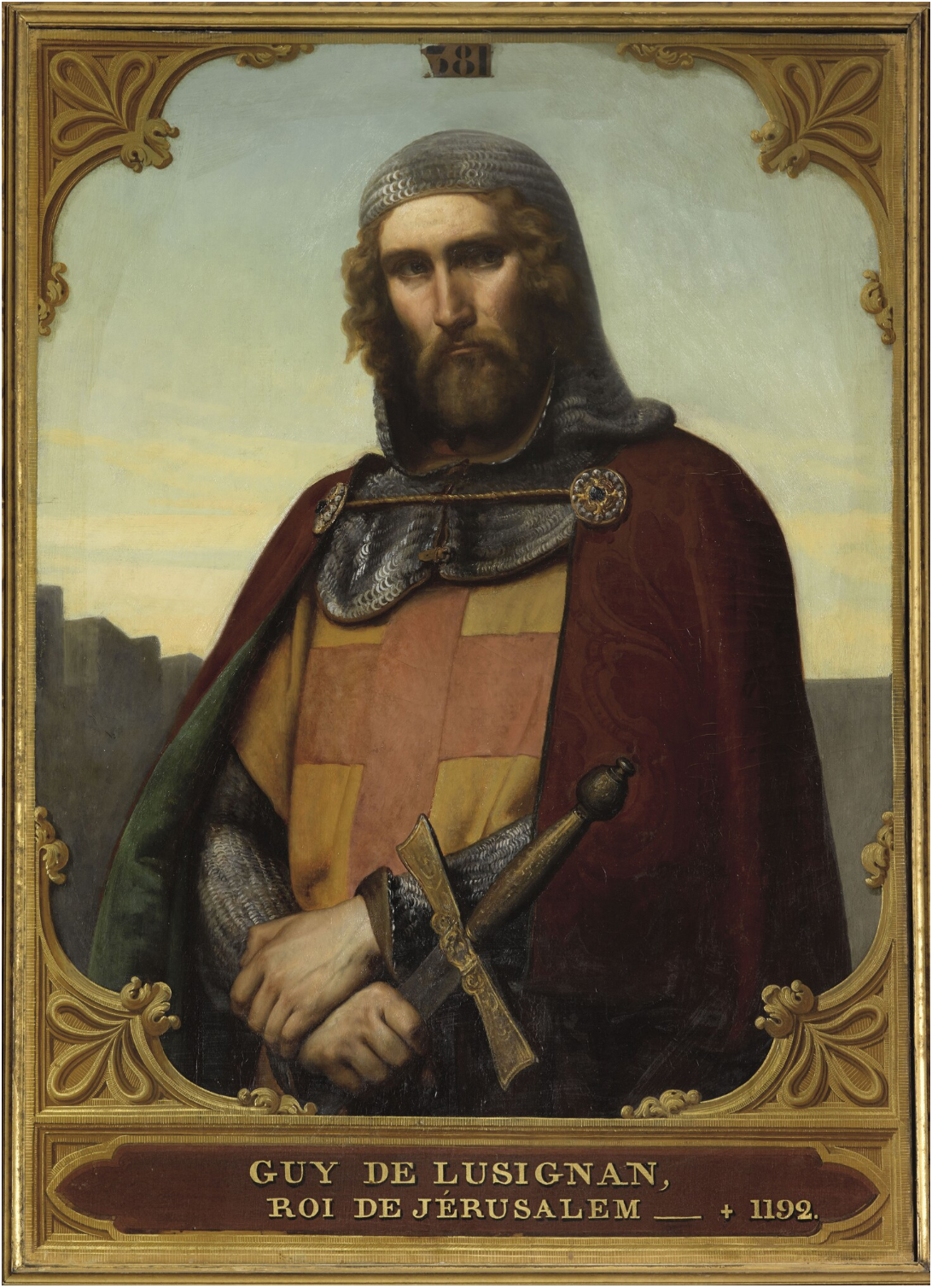
吕西尼昂的居伊

吕西尼昂的早期历史尚不清楚。根据当地官方网站的论述，吕西尼昂所处的沃讷河谷地区曾发现青铜器及铁器时代的人类活动遗迹。古典时期，吕西尼昂为皮克通人的活动范围，古罗马人入侵后可能曾在此建立奥皮杜姆。公元929年，吕西尼昂首次在一份文件中被提及，彼时该地被普瓦图伯爵于格一世继承，其后代在此地兴建了吕西尼昂城堡。自12世纪以来，吕西尼昂领主通过兼并等手段扩张其领地，其中吕西尼昂的于格九世于1199年获得马尔什，其子于格十世又于1220年与昂古莱姆的伊莎贝尔联姻，从而继承了昂古莱姆的伯爵爵位；与此同时，于格九世的弟弟吕西尼昂的居伊曾参与十字军东征，并通过与西比拉公主联姻而成为耶路撒冷国王。1309年，吕西尼昂女爵约兰德将吕西尼昂卖给了法兰西国王腓力四世。1346年，英格兰军队占领并烧毁了吕西尼昂，后被贝特朗·杜·盖克兰收复。贝里公爵约翰曾将吕西尼昂作为一处居所。宗教战争期间，吕西尼昂曾一度成为新教徒和天主教徒的争夺焦点之一。1575年，法兰西国王亨利三世率兵攻下吕西尼昂，并拆除了当地的城墙，以防止该地再次被新教徒控制。1622年，在黎塞留的要求下，吕西尼昂城堡被拆毁。在18世纪普瓦捷行政区长官拉布尔多奈的保罗·埃斯普里·马里执政期间，吕西尼昂境内开辟了多处公共绿地。法国大革命后，吕西尼昂成为维埃纳省的一个市镇。1841年，吕西尼昂境内的新教教堂恢复重建。1856年，途径吕西尼昂的圣伯努瓦—拉罗谢尔铁路建成通车。1920年，吕西尼昂境内又建成了一条连接朗克卢瓦特尔的地方铁路，后因受到公路运输的冲击而于1933年关闭。第二次世界大战期间，吕西尼昂曾接纳了大批来自法国东北部洛皮塔勒的沦陷区居民。二战后，吕西尼昂市区有所扩张，其周边出现了工业开发区。
在行政区划方面，1795至1800年间，昂让布（Enjambe）整体并入吕西尼昂；1993至2016年间，吕西尼昂为吕西尼昂地区市镇公共社区的办公驻地。

## 地理

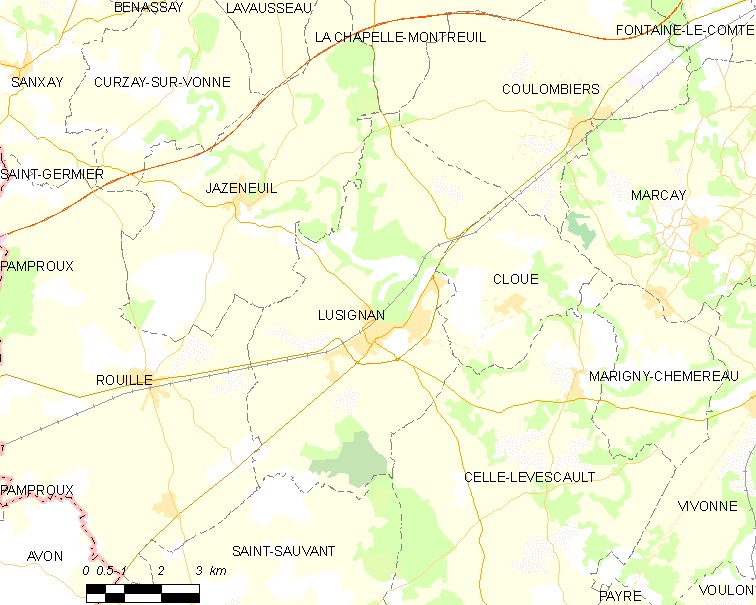
吕西尼昂市镇范围地图

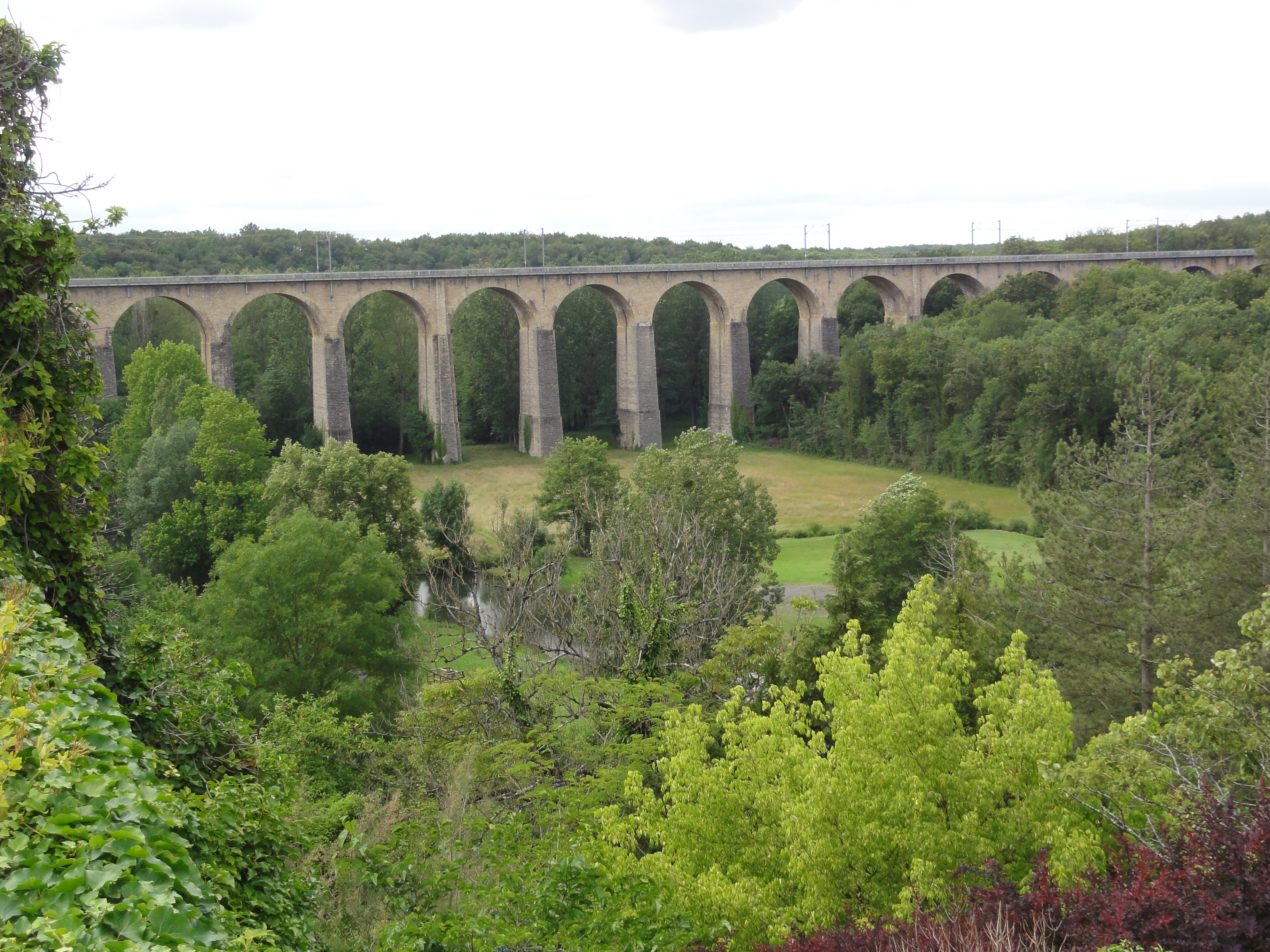
沃讷河两岸的林地

吕西尼昂位于法国西部，新阿基坦大区北部和维埃纳省西南部，距离省会普瓦捷大约25公里。与吕西尼昂接壤的市镇包括：布瓦夫尔拉瓦莱、塞勒莱韦斯科、克卢埃、库隆比耶、雅兹讷伊、鲁耶和圣索旺。

### 地形
吕西尼昂位于巴黎盆地西南部边缘，普瓦图丘陵西北侧，其附近区域被称为“吕西尼昂-武耶地区”，境内以浅丘和平原为主，市镇中心位于一处河谷地带，地势自河岸向两侧抬升，整体较为平坦，全境海拔在99到159米之间。

### 水文
沃讷河自西北向东南蜿蜒流经吕西尼昂，其城市核心部分位于一处曲流的外侧。

### 植被
吕西尼昂属于温带阔叶混交林区，林地广泛分布于河谷地带，其中沃讷河左岸（曲流内侧）和右岸（曲流外侧）分别为大公园树林（Bois du Grand Parc）和小公园树林（Bois du Petit Parc）。
在鲜花城市的评比中，吕西尼昂暂未被评级。

### 气候
吕西尼昂在柯本气候分类法中属于温带海洋性气候（Cfb）。
吕西尼昂境内设有气象站，以下为该气象站的数据（其中日照数据取自普瓦捷-比亚尔气象站）：
| 吕西尼昂 1981年－2019年 | 吕西尼昂 1981年－2019年 | 吕西尼昂 1981年－2019年 | 吕西尼昂 1981年－2019年 | 吕西尼昂 1981年－2019年 | 吕西尼昂 1981年－2019年 | 吕西尼昂 1981年－2019年 | 吕西尼昂 1981年－2019年 | 吕西尼昂 1981年－2019年 | 吕西尼昂 1981年－2019年 | 吕西尼昂 1981年－2019年 | 吕西尼昂 1981年－2019年 | 吕西尼昂 1981年－2019年 | 吕西尼昂 1981年－2019年 |
| 月份                    | 1月                     | 2月                     | 3月                     | 4月                     | 5月                     | 6月                     | 7月                     | 8月                     | 9月                     | 10月                    | 11月                    | 12月                    | 全年                    |
| ----------------------- | ----------------------- | ----------------------- | ----------------------- | ----------------------- | ----------------------- | ----------------------- | ----------------------- | ----------------------- | ----------------------- | ----------------------- | ----------------------- | ----------------------- | ----------------------- |
| 历史最高温 °C（°F）     | 17.1 (62.8)             | 23.6 (74.5)             | 24.3 (75.7)             | 28.7 (83.7)             | 32 (90)                 | 37.9 (100.2)            | 37.7 (99.9)             | 39.6 (103.3)            | 33.9 (93.0)             | 29.2 (84.6)             | 22.3 (72.1)             | 18.4 (65.1)             | 39.6 (103.3)            |
| 平均高温 °C（°F）       | 7.6 (45.7)              | 9 (48)                  | 12.5 (54.5)             | 15.1 (59.2)             | 19.1 (66.4)             | 22.9 (73.2)             | 25.6 (78.1)             | 25.5 (77.9)             | 22 (72)                 | 17.1 (62.8)             | 11.2 (52.2)             | 8 (46)                  | 16.3 (61.3)             |
| 日均气温 °C（°F）       | 4.7 (40.5)              | 5.4 (41.7)              | 8 (46)                  | 10.2 (50.4)             | 13.9 (57.0)             | 17.3 (63.1)             | 19.6 (67.3)             | 19.5 (67.1)             | 16.4 (61.5)             | 12.8 (55.0)             | 7.8 (46.0)              | 5.1 (41.2)              | 11.7 (53.1)             |
| 平均低温 °C（°F）       | 1.8 (35.2)              | 1.8 (35.2)              | 3.6 (38.5)              | 5.2 (41.4)              | 8.8 (47.8)              | 11.7 (53.1)             | 13.6 (56.5)             | 13.4 (56.1)             | 10.9 (51.6)             | 8.5 (47.3)              | 4.5 (40.1)              | 2.3 (36.1)              | 7.2 (45.0)              |
| 历史最低温 °C（°F）     | −17.5 (0.5)             | −12 (10)                | −11.1 (12.0)            | −4.1 (24.6)             | 0 (32)                  | 3.2 (37.8)              | 5.8 (42.4)              | 4 (39)                  | 1.4 (34.5)              | −3.7 (25.3)             | −7 (19)                 | −11.9 (10.6)            | −17.5 (0.5)             |
| 平均降水量 mm（）       | 82.2 (3.24)             | 59.3 (2.33)             | 59.8 (2.35)             | 67.7 (2.67)             | 67.6 (2.66)             | 58 (2.3)                | 51.5 (2.03)             | 50.6 (1.99)             | 59.8 (2.35)             | 88.3 (3.48)             | 86.5 (3.41)             | 86.4 (3.40)             | 817.7 (32.19)           |
| 月均日照時數            | 69.7                    | 96.1                    | 153.8                   | 174.6                   | 206.5                   | 232.9                   | 242.7                   | 241.8                   | 194.2                   | 128.8                   | 82.6                    | 65.2                    | 1,888.9                 |
| 来源：infoclimat.fr     |                         |                         |                         |                         |                         |                         |                         |                         |                         |                         |                         |                         |                         |

## 行政区划
吕西尼昂的市镇编号为86139，邮政编号为86600。
在行政管理方面，吕西尼昂隶属于法国新阿基坦大区维埃纳省普瓦捷区；在地方选举方面，吕西尼昂是吕西尼昂县的中央投票站所在地，其市镇范围全境被划入维埃纳省第三选区；在社会管理方面，吕西尼昂是大普瓦捷城市公共社区的组成部分。
截至2024年3月，吕西尼昂市镇范围内暂无任何城市敏感街区及城市政策优先街区。
法国国家统计与经济研究所（简称）在进行数据统计时，将吕西尼昂市镇单独设为吕西尼昂城市核心区（Unité urbaine de Lusignan），并将包括核心区在内的周边共91个市镇划为普瓦捷城市区。自2020年起，普瓦捷城市区被包含97个市镇的普瓦捷城市辐射区代替。此外，还将吕西尼昂市镇整体看作一个“块区”（IRIS），以便于统计人口分布情况。

## 交通

### 公路
维埃纳省省道D7线、D94线、D150线、D611线和D742线在吕西尼昂境内交汇。
| 30 | 21 |

| 普瓦捷 | 26 |

| 圣迈克桑莱科勒 | 27 |

| 梅勒 | 32 |

2020年，74.7%的吕西尼昂家庭拥有至少一辆私人汽车。2021年，吕西尼昂境内共发生各类交通事故2起，造成3人重伤。

### 铁路

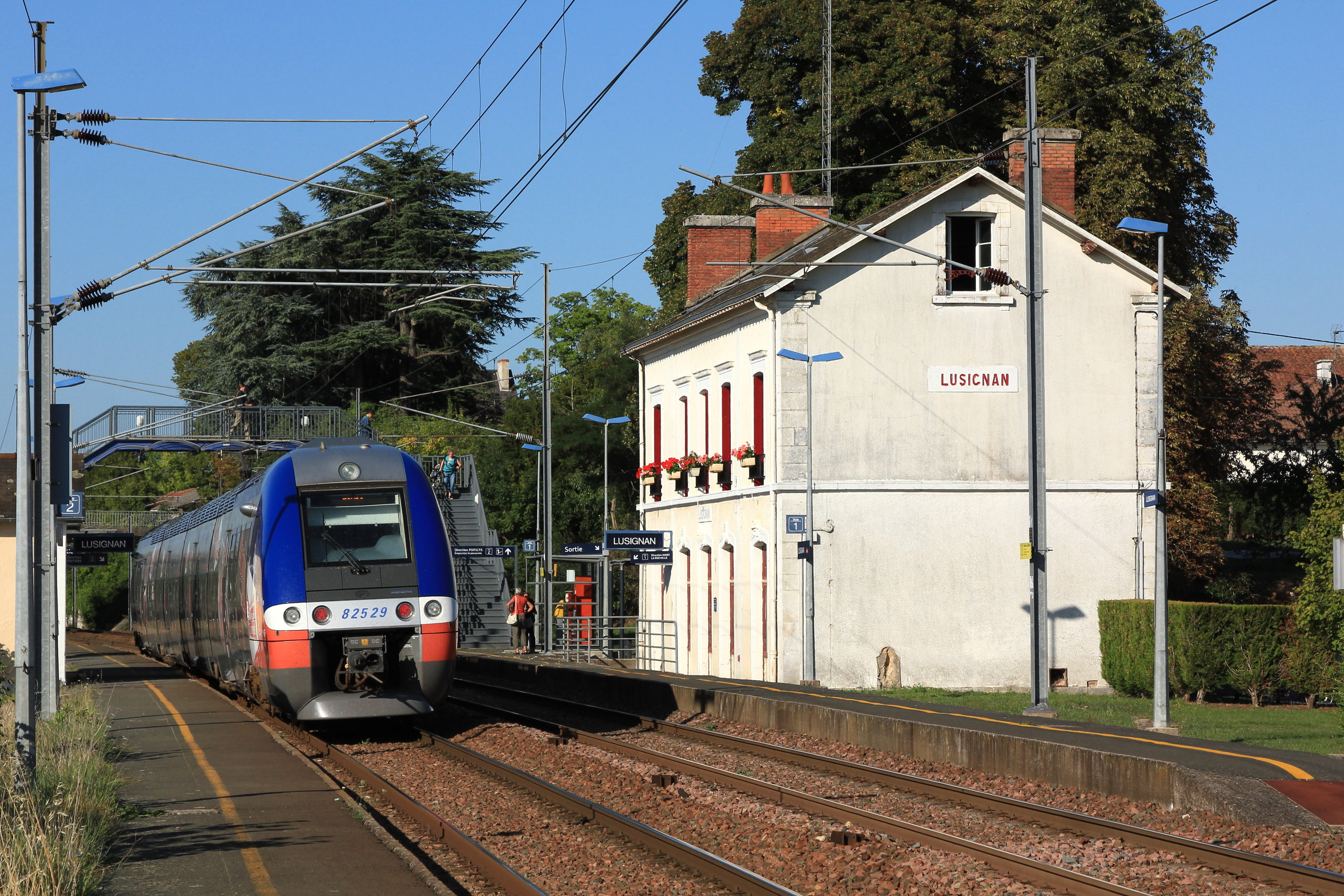
吕西尼昂火车站

吕西尼昂位于圣伯努瓦—拉罗谢尔铁路上。吕西尼昂站位于市区西部，停靠往返于普瓦捷和拉罗谢尔一线的区域列车。

### 航空
吕西尼昂距离普瓦捷机场的公路里程大约25公里。

### 城市公共交通
吕西尼昂是普瓦捷城市公共交通（商业名称为）的服务覆盖范围。截至2024年3月，该系统共包括数十条公交线路，其中公交36路经过吕西尼昂市区。

## 政治

### 市政内阁

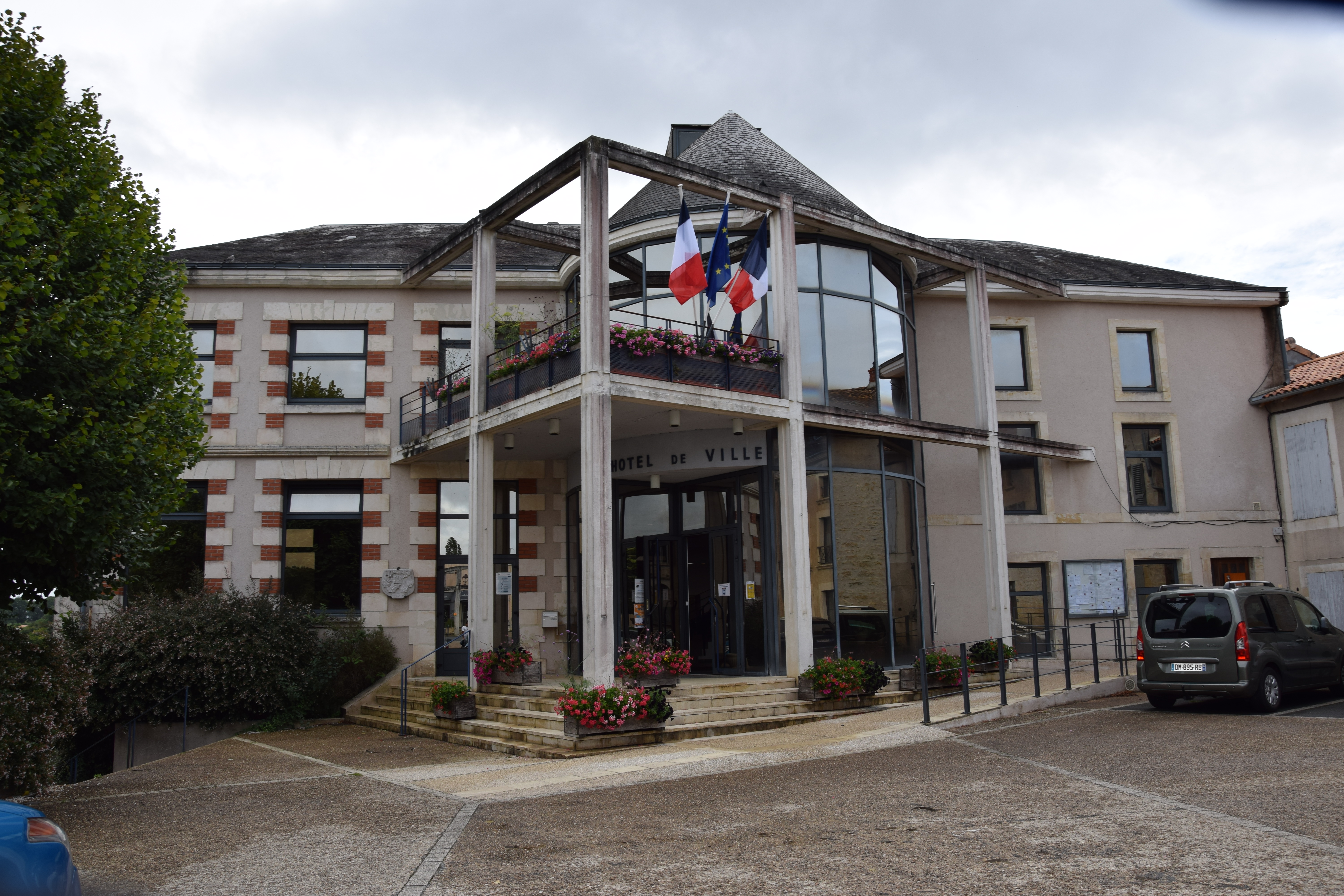
吕西尼昂市政厅

吕西尼昂的现任市长为让-路易·勒德先生（Jean-Louis LEDEUX），他是一名右翼无党派人士，在2020年的市政选举中获得了55.89%的支持率。
| 吕西尼昂历届市长       | 吕西尼昂历届市长               | 吕西尼昂历届市长                |
| 任期                   | 市长                           | 党派                            |
| ---------------------- | ------------------------------ | ------------------------------- |
| （1972年以前资料暂缺） |                                |                                 |
| 1972年－1977年         | Pierre MOYON 皮埃尔·穆瓦永     | 不详                            |
| 1977年－1995年         | Lionel HUGUET 利奥内尔·于盖    | UDF法国民主联盟 →PR法国共和人党 |
| 1995年－2020年         | René GIBAULT 勒内·吉博         | PS社会党                        |
| 2020年－               | Jean-Louis LEDEUX 让-路易·勒德 | DVD右翼无党派人士               |

### 各级选举
| 吕西尼昂历届投票选举结果 | 吕西尼昂历届投票选举结果 | 吕西尼昂历届投票选举结果 | 吕西尼昂历届投票选举结果 | 吕西尼昂历届投票选举结果     | 吕西尼昂历届投票选举结果 | 吕西尼昂历届投票选举结果 | 吕西尼昂历届投票选举结果     | 吕西尼昂历届投票选举结果 | 吕西尼昂历届投票选举结果 |
| 选举项目                 | 选举范围                 | 选区单位                 | 选区单位内的选举结果     | 选区单位内的选举结果         | 选区单位内的选举结果     | 选区单位内的选举结果     | 选区单位内的选举结果         | 选区单位内的选举结果     | 参考资料                 |
| 选举项目                 | 选举范围                 | 选区单位                 | 第一轮胜出者             | 第一轮胜出者                 | 支持率                   | 第二轮胜出者             | 第二轮胜出者                 | 支持率                   | 参考资料                 |
| ------------------------ | ------------------------ | ------------------------ | ------------------------ | ---------------------------- | ------------------------ | ------------------------ | ---------------------------- | ------------------------ | ------------------------ |
| 2017年法國總統選舉       | 法國                     | 市镇                     |                          | 埃马纽埃尔·马克龙            | 23.73%                   |                          | 埃马纽埃尔·马克龙            | 68.77%                   | [ 25 ]                   |
| 2017年法国立法选举       | 维埃纳省第三选区         | 市镇                     |                          | 让-米歇尔·克莱芒             | 38.72%                   |                          | 让-米歇尔·克莱芒             | 73.77%                   | [ 25 ]                   |
| 2019年欧洲议会选举       | 法國                     | 市镇                     |                          | 若尔丹·巴尔代拉              | 25.12%                   | （不适用）               | （不适用）                   | （不适用）               | [ 27 ]                   |
| 2021年法国省级选举       | 维埃纳省                 | 县                       |                          | 让-路易·勒德 西比尔·佩克里奥 | 55.24%                   |                          | 让-路易·勒德 西比尔·佩克里奥 | 56.18%                   | [ 28 ]                   |
| 2021年法国省级选举       | 维埃纳省                 | 市镇                     |                          | 让-路易·勒德 西比尔·佩克里奥 | 50.57%                   |                          | 让-路易·勒德 西比尔·佩克里奥 | 55.1%                    | [ 28 ]                   |
| 2021年法国大区选举       |                          | 市镇                     |                          | 阿兰·鲁塞                    | 23.94%                   |                          | 阿兰·鲁塞                    | 32.05%                   | [ 29 ]                   |
| 2022年法国总统选举       | 法國                     | 市镇                     |                          | 埃马纽埃尔·马克龙            | 28.28%                   |                          | 埃马纽埃尔·马克龙            | 61.44%                   | [ 25 ]                   |
| 2022年法国立法选举       | 维埃纳省第三选区         | 市镇                     |                          | 雅松·拉旺特                  | 27.27%                   |                          | 帕斯卡·勒康                  | 60.24%                   | [ 25 ]                   |

## 人口
2021年，吕西尼昂市镇人口数量为2,589，在法国排名第4,268位。其中男性1,274人，女性1,348人，75岁及以上人口占15.5%，外籍人口数量为45人，人口密度为68人/平方公里，当地居民被称为（男性）或（女性）。2022年，吕西尼昂境内出生11人，死亡人口46人。
| 吕西尼昂1901年－2021年人口变化情况 |
|                                    |
| 数据来源：Cassini、INSEE           |

## 经济

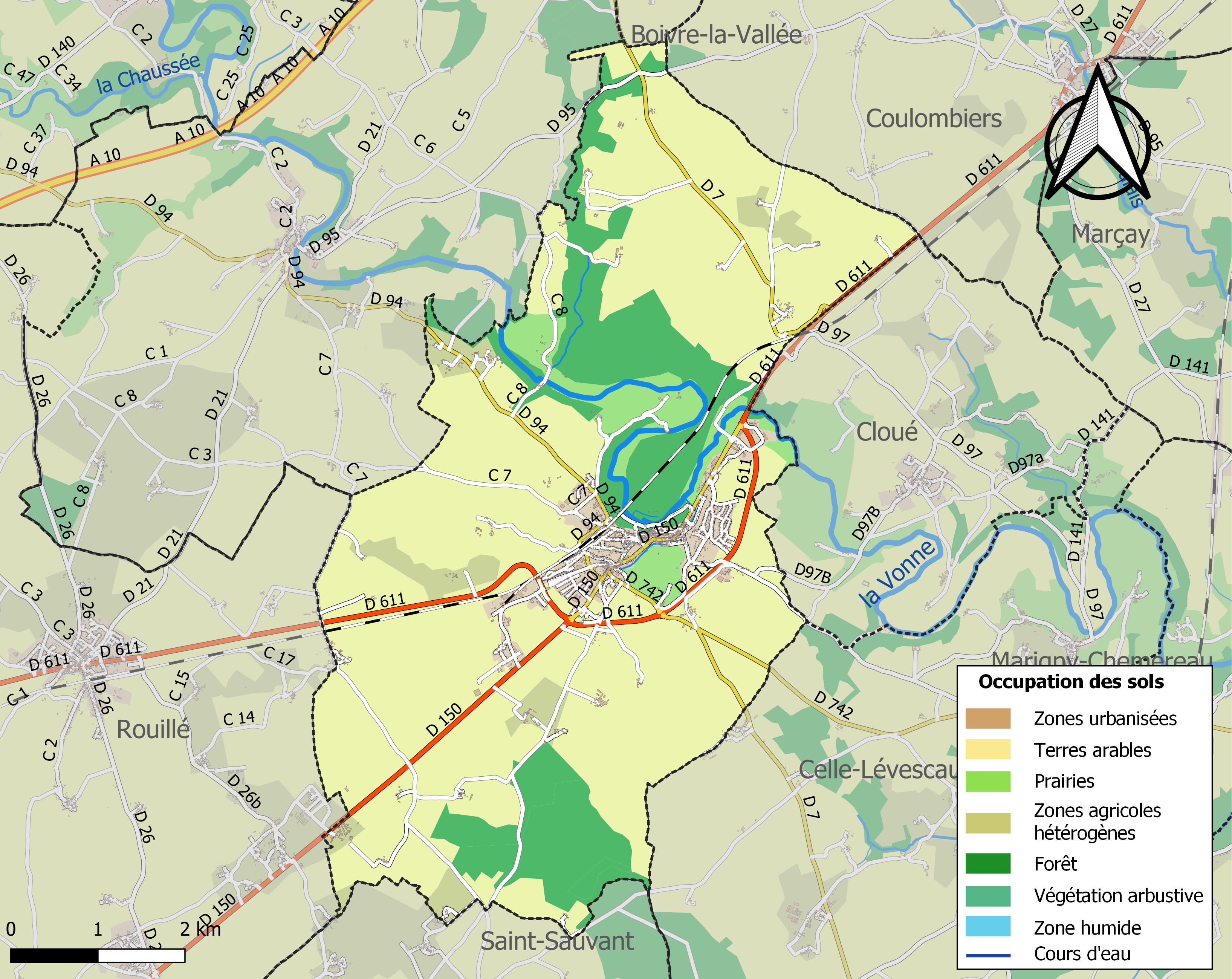
吕西尼昂土地利用情况地图

吕西尼昂是一个区域性的中心城市。截至2024年3月，吕西尼昂市镇范围内共有各类用人单位（包含自雇）410家，平均历史为19年，其中98.44%为中小型企业（PME），2024年1月至3月间，当地的经济活力指数为0。（道路工程）、（肉制品加工）及（医药）是当地2021年营业额最高的三个企业，分别为14,377,772欧元、2,806,247欧元和2,429,729欧元。

## 财政与居民收入
2022年，吕西尼昂的财政收入总额为2,481,500欧元，财政支出总额为2,195,760欧元，当年的债务总额为1,521,360欧元。2022年，吕西尼昂市镇通过增值税获得27,130欧元的收入，此外当地还共获得了116,960欧元的国家直接财政补助。
| 吕西尼昂居民收入情况                             | 吕西尼昂居民收入情况 | 吕西尼昂居民收入情况  | 吕西尼昂居民收入情况 |
| 内容                                             | 吕西尼昂             | 法国                  | 统计年份             |
| ------------------------------------------------ | -------------------- | --------------------- | -------------------- |
| 征税家庭总数                                     | 1,133                | 1,081（法国市镇平均） | 2022年               |
| 居民平均月收入                                   | 2,040欧元            | 2,435欧元             | 2022年               |
| 高级职员人均月收入                               | 3,526欧元            | 4,331欧元             | 2021年               |
| 中级职员人均月收入                               | 2,226欧元            | 2,470欧元             | 2021年               |
| 普通职员人均月收入                               | 1,678欧元            | 1,801欧元             | 2021年               |
| 贫困率                                           | 13%                  | 14.5%                 | 2020年               |
| 青壮年（15至64岁）失业率                         | 8.2%                 | 7.4%                  | 2020年               |
| 征税家庭数量占比                                 | 37.6%                | 45.5%                 | 2020年               |
| 家庭年均纳税                                     | 2,127欧元            | 4,393欧元             | 2022年               |
| 资料来源：INSEE、L'Internaute、Le Journal du Net |                      |                       |                      |

## 社会事务

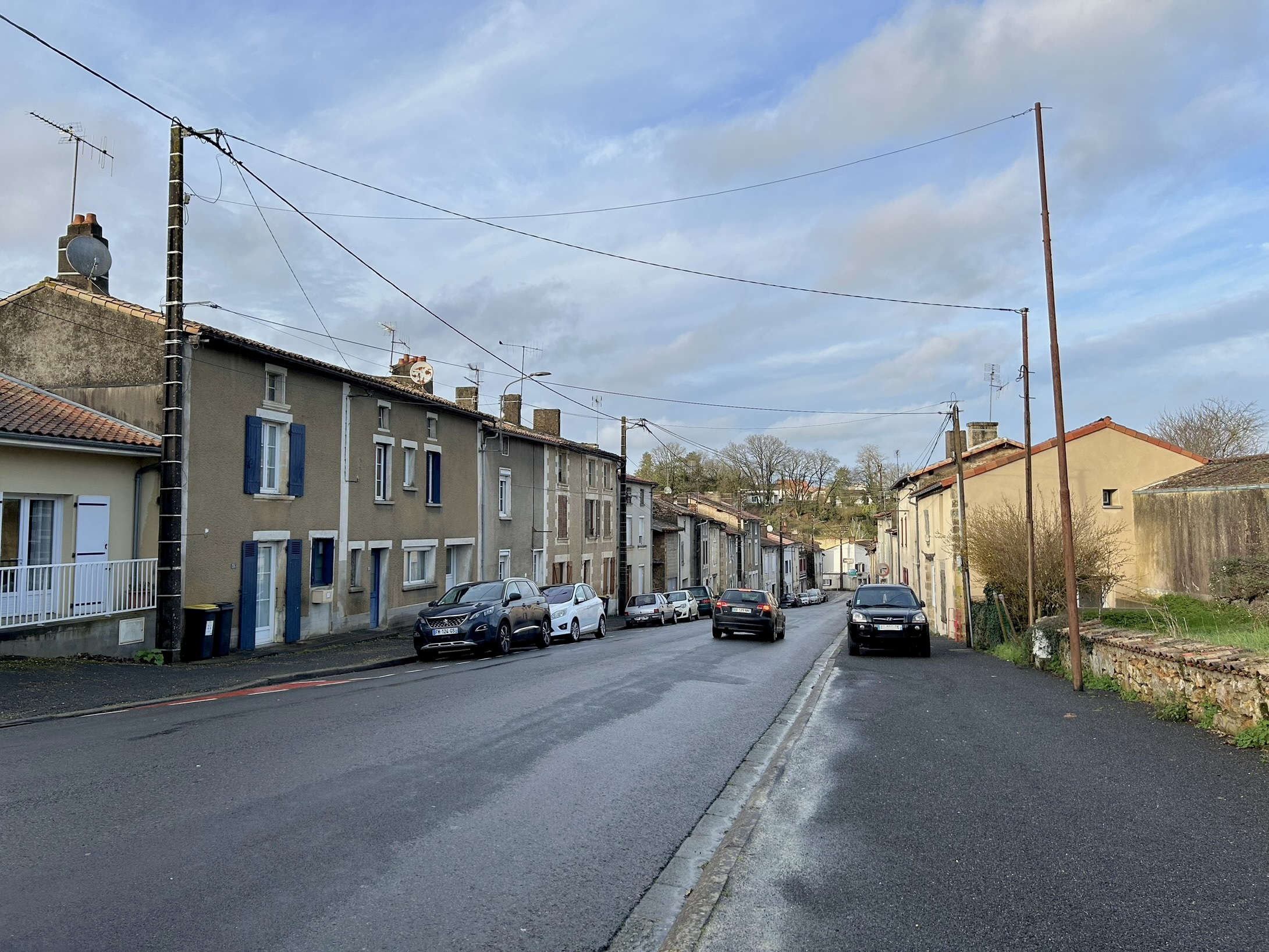
桑通日大街

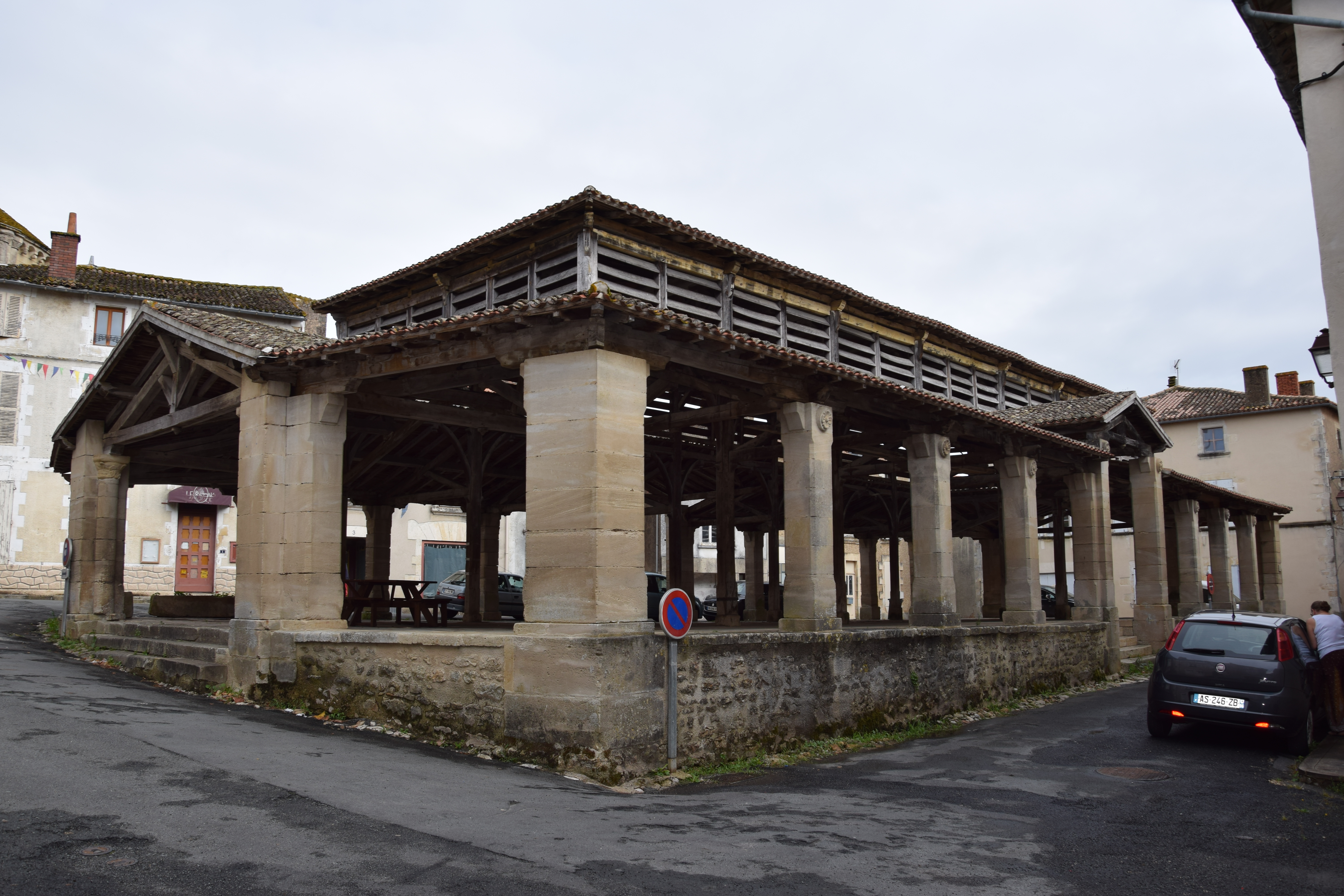
集市大堂

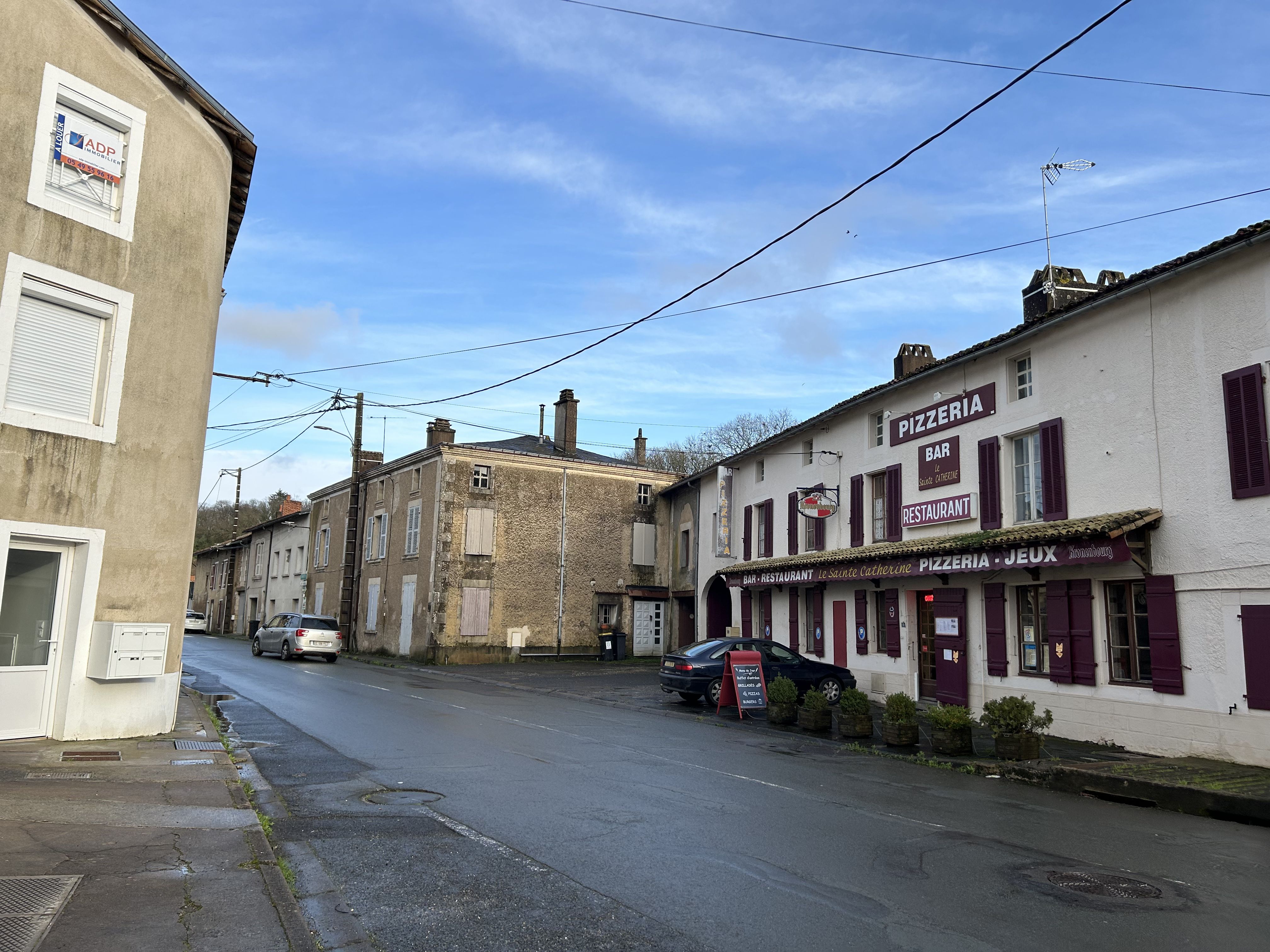
一处餐厅

### 教育
吕西尼昂属于普瓦捷学区。截至2021年1月1日，吕西尼昂境内共有1所幼儿园、1所小学和1所初级中学。2021至2022学年度，吕西尼昂境内共有在校中等教育阶段学生474名。

### 医疗
截至2021年1月1日，吕西尼昂境内共有全科医生4名、保健师2名、牙医1名和护士5名。境内共有药房1家、养老院2家。
距离吕西尼昂最近的区域性医疗机构为普瓦捷大学中心医院，其主病区“米莱特里医院”（Hôpital de la Milétrie）位于普瓦捷市区东南部，距离吕西尼昂市区的正常车程约31分钟，该院设有床位1,766个，是维埃纳省规模最大的公立综合性医院。此外该机构还在吕西尼昂开设了一处有194个床位的老年人帮扶中心（EHPAD）。

### 住房
2020年，吕西尼昂境内共有各类住房1,386套，其中87.4%为独立式住宅，10.1%为集中式住宅。常住房屋占吕西尼昂市镇范围内居民建筑总量的84.7%。
在住房保障政策方面，2022年，吕西尼昂境内共有261户家庭获得了住房经济补助，受益人数占总人口数量的10.1%，其中248份为房租补助。

### 商业
2021年，吕西尼昂境内共有各类实体商铺59家，其中餐厅3家、大型超市2家、面包房3家、肉铺1家、书店1家、银行门店1家、美容美发店5家、汽车维修店8家。吕西尼昂镇中心南侧建有一家Intermarché超市。

### 体育
2021年，吕西尼昂境内共有1家游泳池、2间体育馆、1座综合体育场、4处网球场、1处足球或橄榄球场以及2处篮球或排球场。
截至2024年3月，吕西尼昂体育联盟（Union Sportive Mélusine，编号507062）是吕西尼昂境内唯一的一家注册足球俱乐部，成立于1925年，其主队2023至2024赛季参加维埃纳省足球联赛丙组（法国第十一级别），其主场为雅克·帕皮诺球场（Stade Jacques Papineau）。

### 环境
吕西尼昂的环境事务由其所属的大普瓦捷城市公共社区联合各级政府协调负责。2021年，吕西尼昂境内暂无污染企业。

### 治安
吕西尼昂及其附近的共76个市镇是普瓦捷国家宪兵队（zone gendarmerie de Poitiers）的管辖范围。2020年，该宪兵队累计记录各类案件3,695起，其中盗窃类案件1,674起，经济类案件602起，毒品交易类案件194起。

## 文化

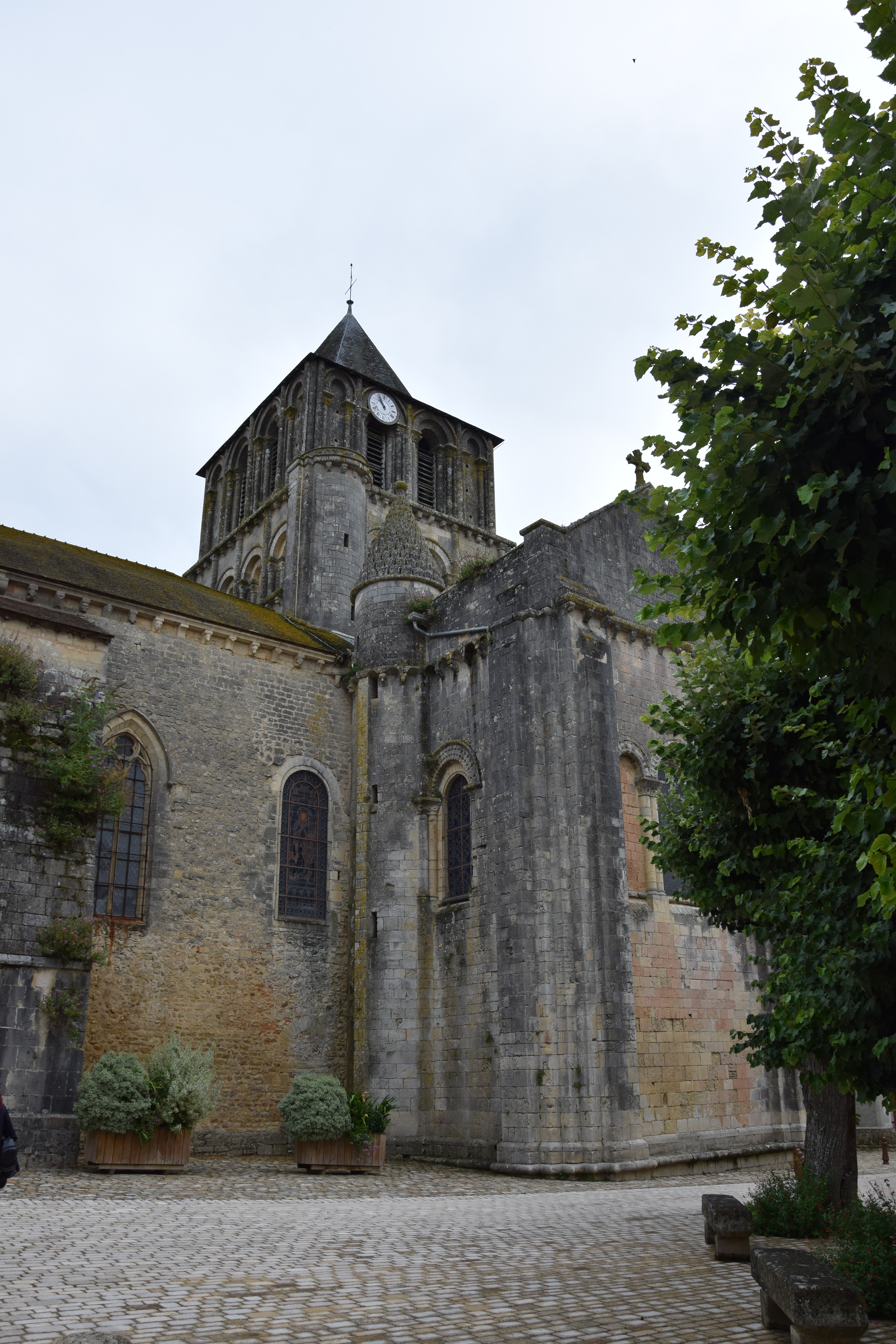
圣母-圣朱利安教堂

2021年，吕西尼昂境内暂无任何文化设施。吕西尼昂境内建有市政图书馆（Bibliothèque municipale），除每周五外全年向公众开放。

### 建筑
吕西尼昂境内有多处历史建筑，其中吕西尼昂城堡、圣母-圣朱利安教堂等为法国国家文物保护单位。

### 旅游
吕西尼昂的旅游事务由其所属的大普瓦捷城市公共社区联合各级政府协调负责。2023年，吕西尼昂境内共有1家酒店共计10间房间；另有1个露营地，可容纳共88辆露营车。

### 媒体
法国主要的媒体均可在吕西尼昂接收，法国电视三台下属的新阿基坦大区频道在部分时段播出吕西尼昂所在维埃纳省的地方新闻。蓝色法兰西普瓦图广播、《维埃纳省中央报》、《中西部新共和国报》等是当地主要的地方性媒体。

## 相关人物
法国物理及数学家雅克·巴比内出生于吕西尼昂。
此外，根据当地神话传说，美露莘及其子大牙若弗鲁瓦是吕西尼昂家族的祖先。

## 友好城市
截至2024年3月，吕西尼昂共与三座城市建立了友好城市关系：
- 摩泽尔省 洛皮塔勒
- 德国 阿尔图斯里德
- 賽普勒斯 Páno Léfkara